# Loddes
Loddes é uma comuna francesa na região administrativa de Auvérnia-Ródano-Alpes, no departamento Allier. Estende-se por uma área de 23,75 km². Em 2010 a comuna tinha 169 habitantes (densidade: 7,1 hab./km²).